# Atractomorpha dubia
Atractomorpha dubia is een rechtvleugelig insect uit de familie Pyrgomorphidae. De wetenschappelijke naam van deze soort is voor het eerst geldig gepubliceerd in 1995 door Wang, Xiangyu, He & Mu.